# Madame Sher
Leandra Rios (23 de outubro de 1981), mais conhecida por Sher ou ainda pelo nome de sua grife, Madame Sher, é uma estilista brasileira especializada em espartilhos.

## Histórico
A grife Madame Sher teve seu lançamento oficial em setembro de 2004 e desde então vem conquistando destaque na mídia, figurando em diversas revistas de renome, como a Vogue e programas televisivos nas principais emissoras de TV do Brasil. Seu atelier, localizado no bairro paulistano do Paraíso, recebe pedidos de todo o país, vendendo peças cujos valores podem ultrapassar os R$ 500. No segundo semestre de 2009, em sua visita ao Brasil, a atriz e modelo Dita Von Teese recebeu um corset feito especialmente para ela. mesmo período em que coadjuvou o ensaio para a revista Playboy da escritora e apresentadora de TV Fernanda Young, aparecendo em algumas das fotos da publicação, além de ter confeccionado o espartilho utilizado no ensaio.